# Homosocialización
La homosocialización o socialización LGBT es el proceso mediante el cual las personas del colectivo LGBTI conocen, se relacionan y se integran con otras personas de este mismo colectivo, especialmente de su misma orientación e identidad sexual, influyendo a su vez en la construcción su propia identidad.

## Espacios de homosocialización
Los espacios de homosocialización son aquellos lugares físicos o virtuales frecuentados por personas del colectivo LGBTI para relacionarse con otras personas del mismo colectivo, donde poder expresar con libertad su orientación sexual y/o para encontrar compañeros sexuales o afectivos.
Antes de la configuración de espacios dirigidos específicamente al colectivo LGBT, la práctica más habitual de relacionarse entre la comunidad homosexual eran encuentros sexuales en ciertos espacios al aire libre como parques o baños públicos. Aunque mucho menos frecuente, hoy en día el cancaneo sigue siendo una práctica común, especialmente entre los hombres que tienen sexo con hombres.
Por otro lado, existen negocios y asociaciones dirigidos específicamente a la comunidad LGBT que permiten el encuentro y socialización entre iguales. En muchos casos, éstos afloran en barrios LGBT donde se congrega el colectivo, aunque muchos negocios están sufriendo ante la competencia que hoy en día tienen con las redes sociales e internet a la hora de que las personas homosexuales conozcan a otras de su misma orientación sexual.